# جعل ذهبي
الجُعَل الذهبي أو خنفساء الورد المُذهبة أو جُعَل الورد أو جُعَل الورد الأخضر أو السِّيتُوَان المُذْهَبَة (الاسم العلمي: Cetonia aurata) هي حشرة من طائفة الخنافس وقد يُطلق عليها أيضاً مسمى جُعَل الأزهار أو جُعَل الأزهار الخضراء.
قال ابن منظور في لسان العرب : (والجُعَل  : دابَّة سوداء من دوابّ الأَرض، قيل : هو أَبو جَعْران بفتح الجيم، وجمعه جِعْلان) .

## صور

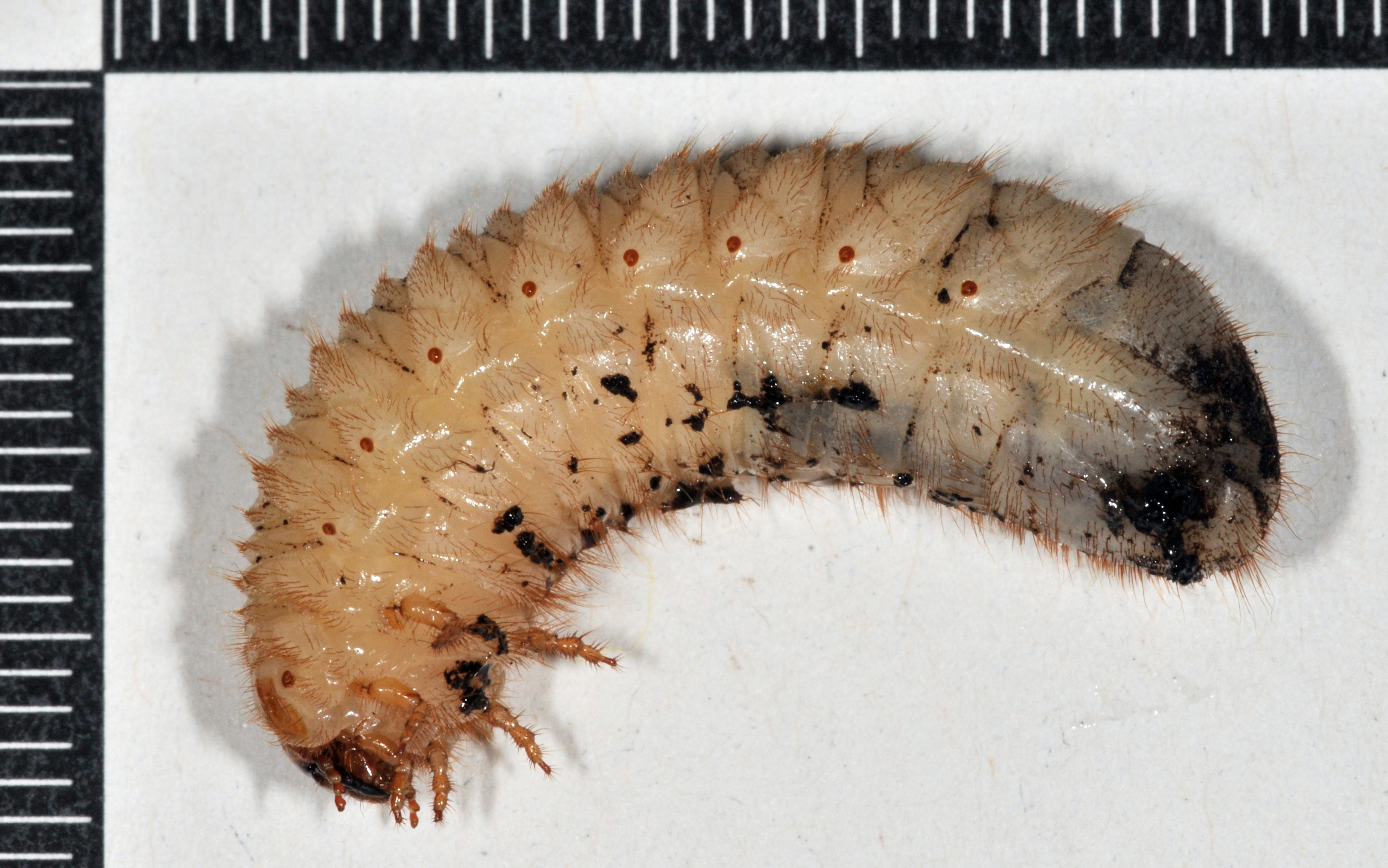
يرقة
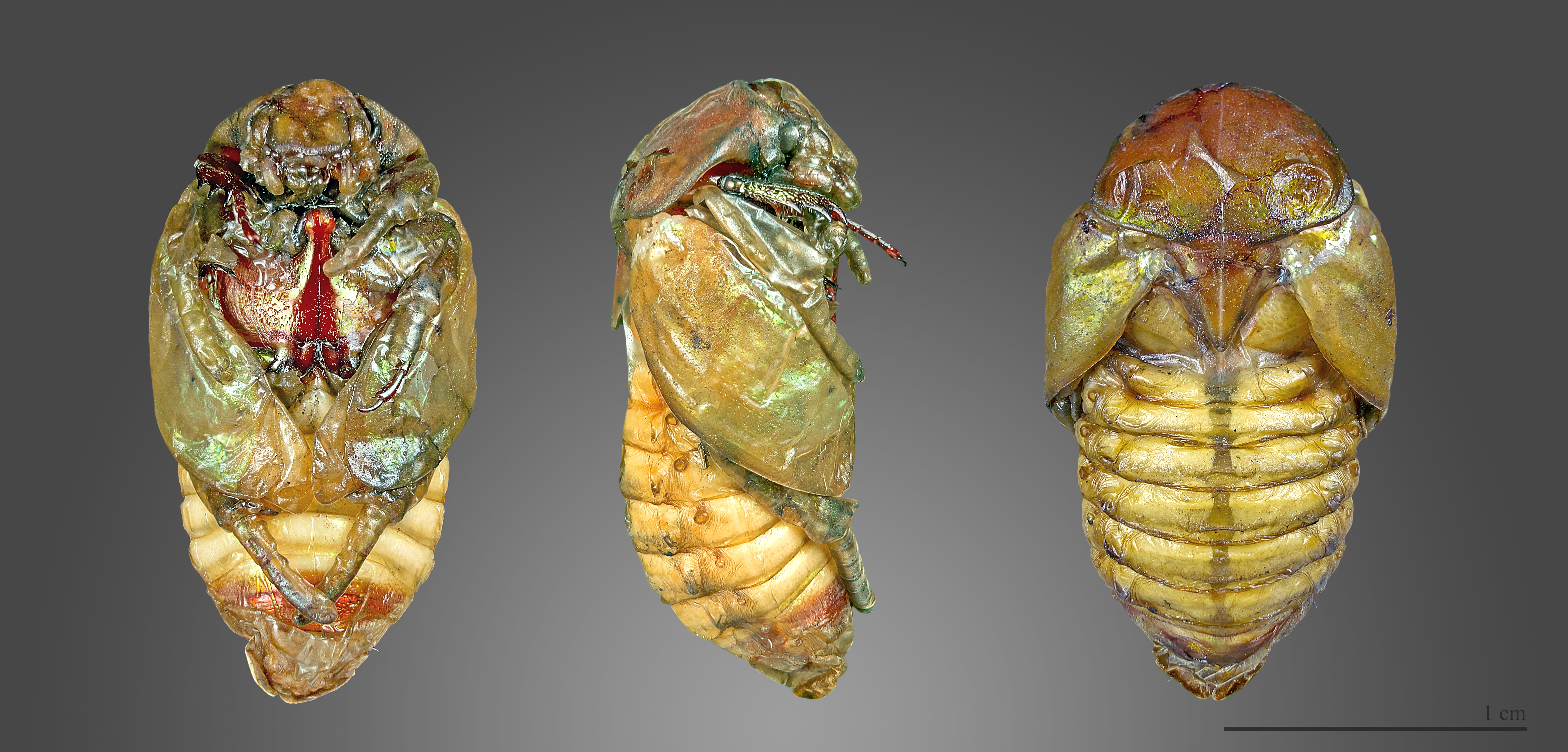
حورية
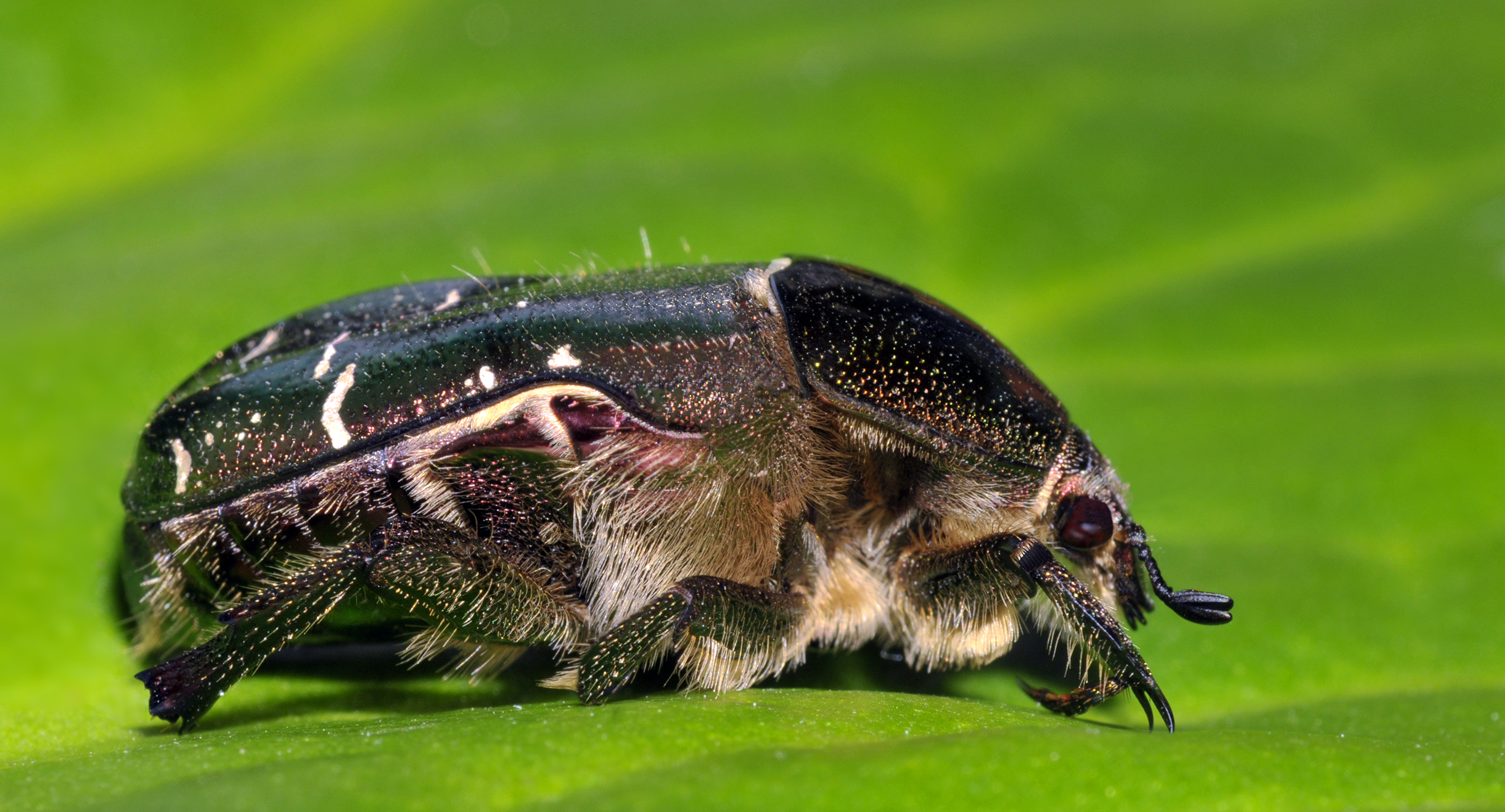
منظر جانبي
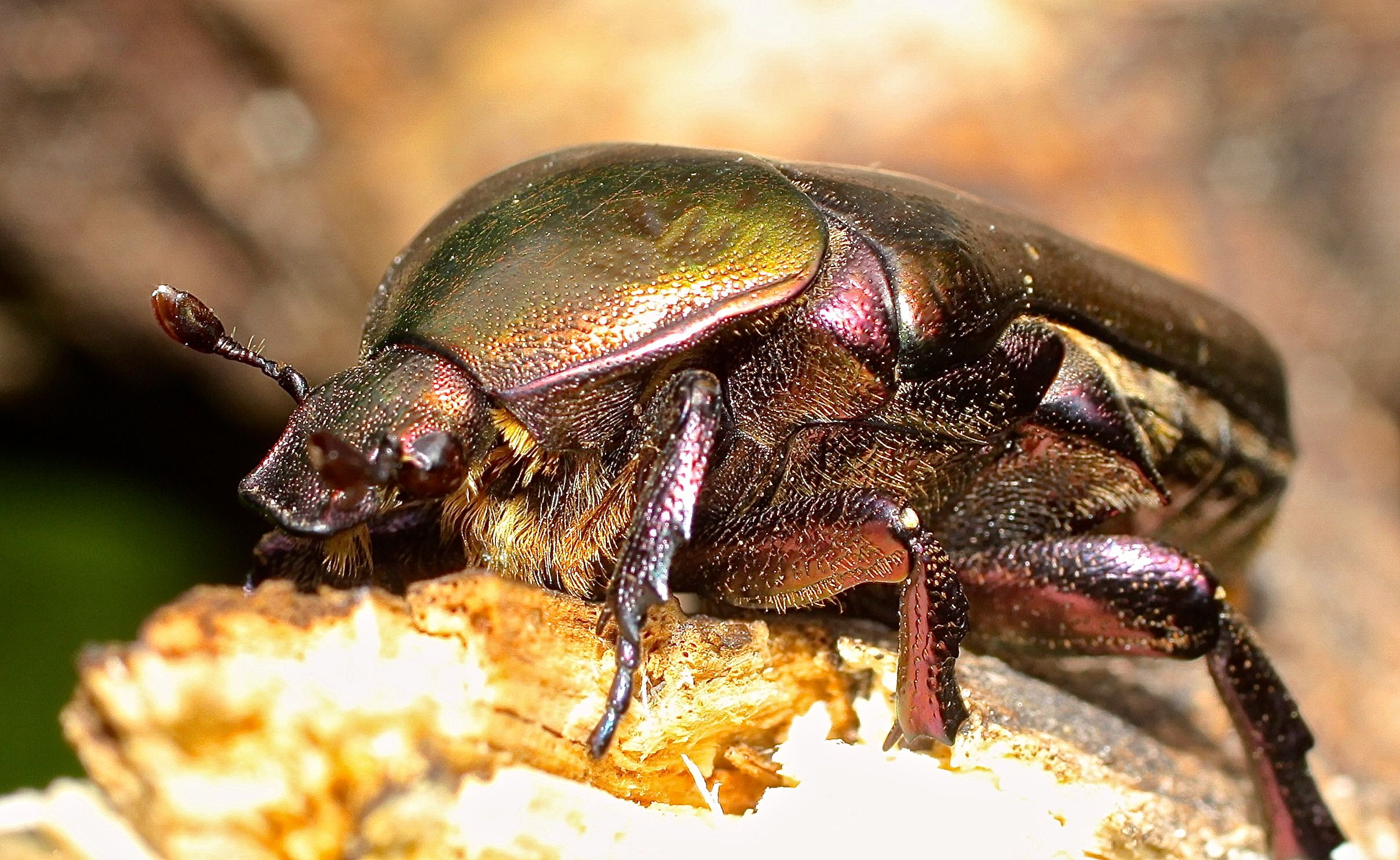
صورة مقربة للجُـعَل الذهبي
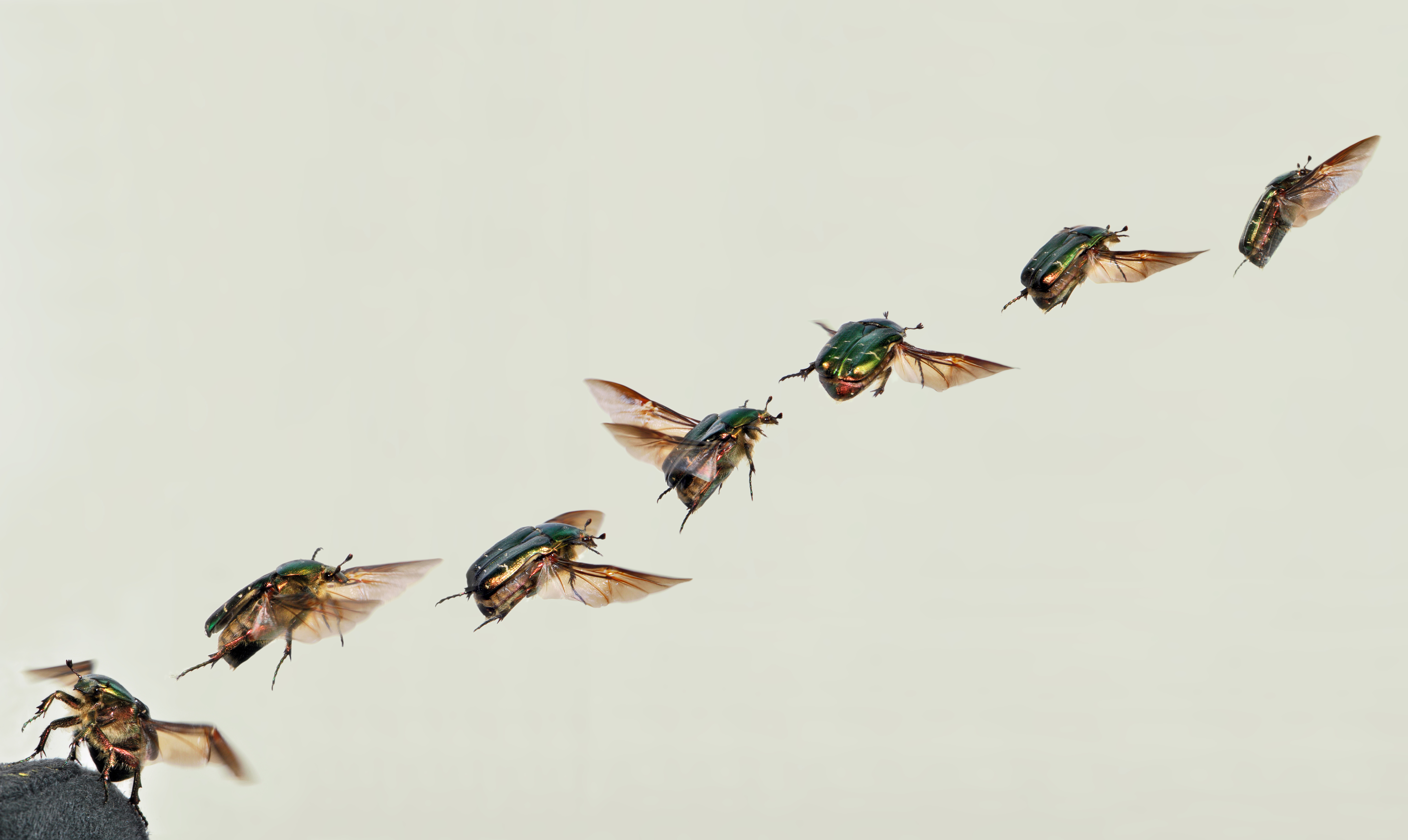
نمط طيران الجُـعَل الذهبي
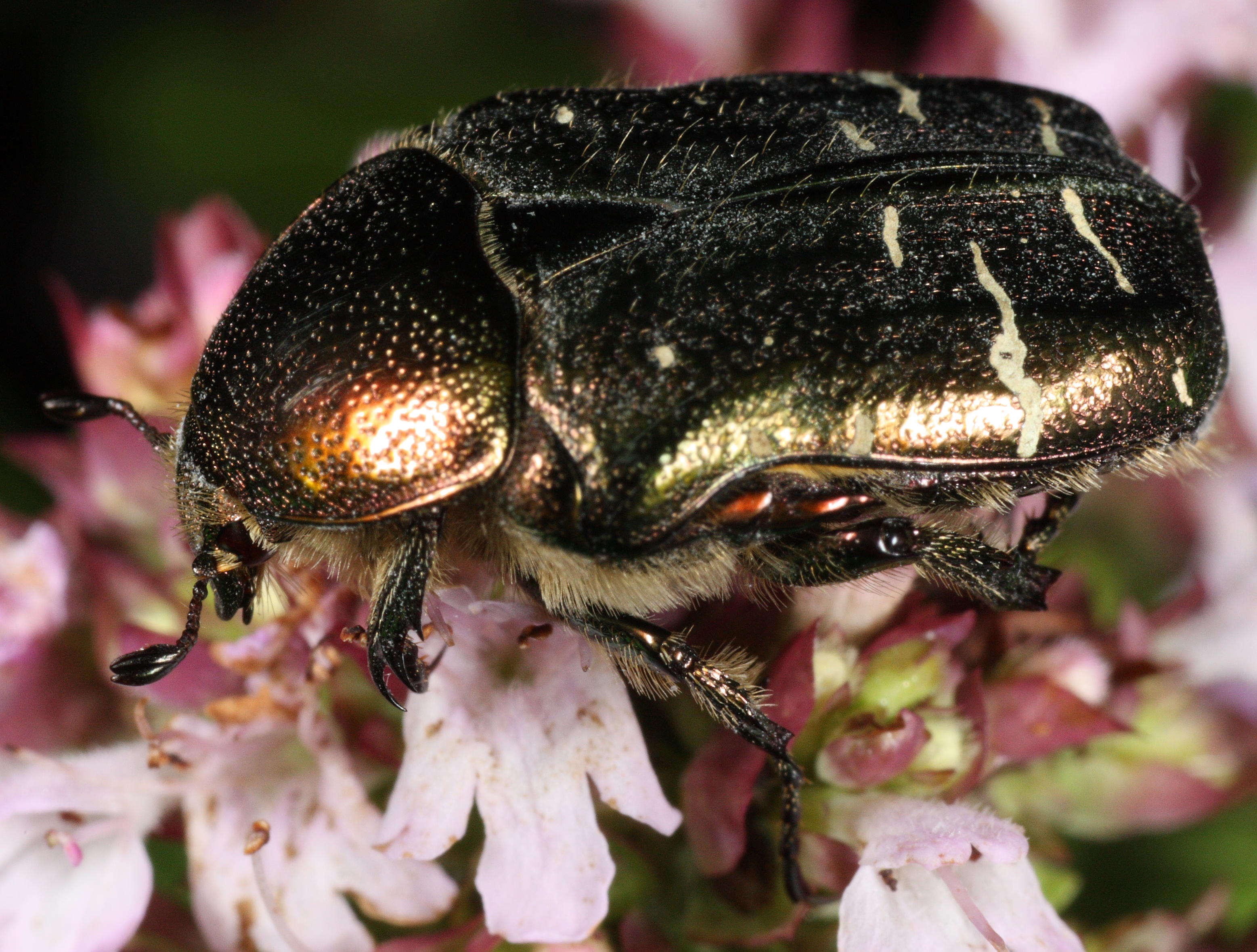